# Digitální aktivum
Digitální aktivum (digital asset) je digitální majetková hodnota, která existuje v binárním formátu a existuje k tomu právo užívání. Data, ke kterým nepřísluší práva k užívání, nelze považovat za aktiva. Digitální aktiva zahrnují např. digitální dokumenty, audio záznam, záznam filmu atp., která jsou nebo budou uložena v digitálních prostředcích resp. zařízeních jako jsou např. osobní počítače, laptopy, přenosné přehrávače médií, tablety, paměťová média, telekomunikační zařízení atp., bez ohledu na vlastnictví fyzického zařízení, na kterém je příslušné digitální aktivum umístěno.
Termín „digitální měna“ není plně obsažen v termínu „digitální aktivum“

## Typy digitálních aktiv
Typy digitálních aktiv mohou zahrnovat např. fotografie, loga, ilustrace, animace, audiovizuální média, prezentace, tabulkové dokumenty, wordové dokumenty, e-maily, webové stránky a další formáty a jejich příslušná metadata. Počet různých typů digitálních aktiv narůstá exponenciálně s počtem zařízení, která mohou obsahovat digitální média, např. chytré telefony atp.

## Systém managementu digitálních aktiv
Systém managementu (správy) digitálních aktiv zahrnuje hardware, software a další služby související se správou, ukládáním, přijímáním, organizováním a vybavováním digitálních aktiv. Systémy managementu digitálních aktiv dovolují uživatelům nalézat a používat jejich obsah, když jej potřebují.

## Bitcoin
Bitcoin je krypto-měna (cryptocurrency), tj. digitální aktivum (digital asset), které používá kryptografii při svém vytváření i managementu, spíše než příslušné centrální orgány.

## Metadata digitálních aktiv
Metadata jsou data poskytující informaci o dalších datech. Příkladem jsou katalogizační data o obsahu jednotlivých digitálních aktiv.

## Problémy
V oblasti právní existuje pro digitální měny a aktiva řada dosud nedořešených problémů, např. pro příslušnou banku jsou často požadována TTR hlášení (Threshold Transaction Reports) pro transakce nad 10 000 dolarů.